# Arihanta

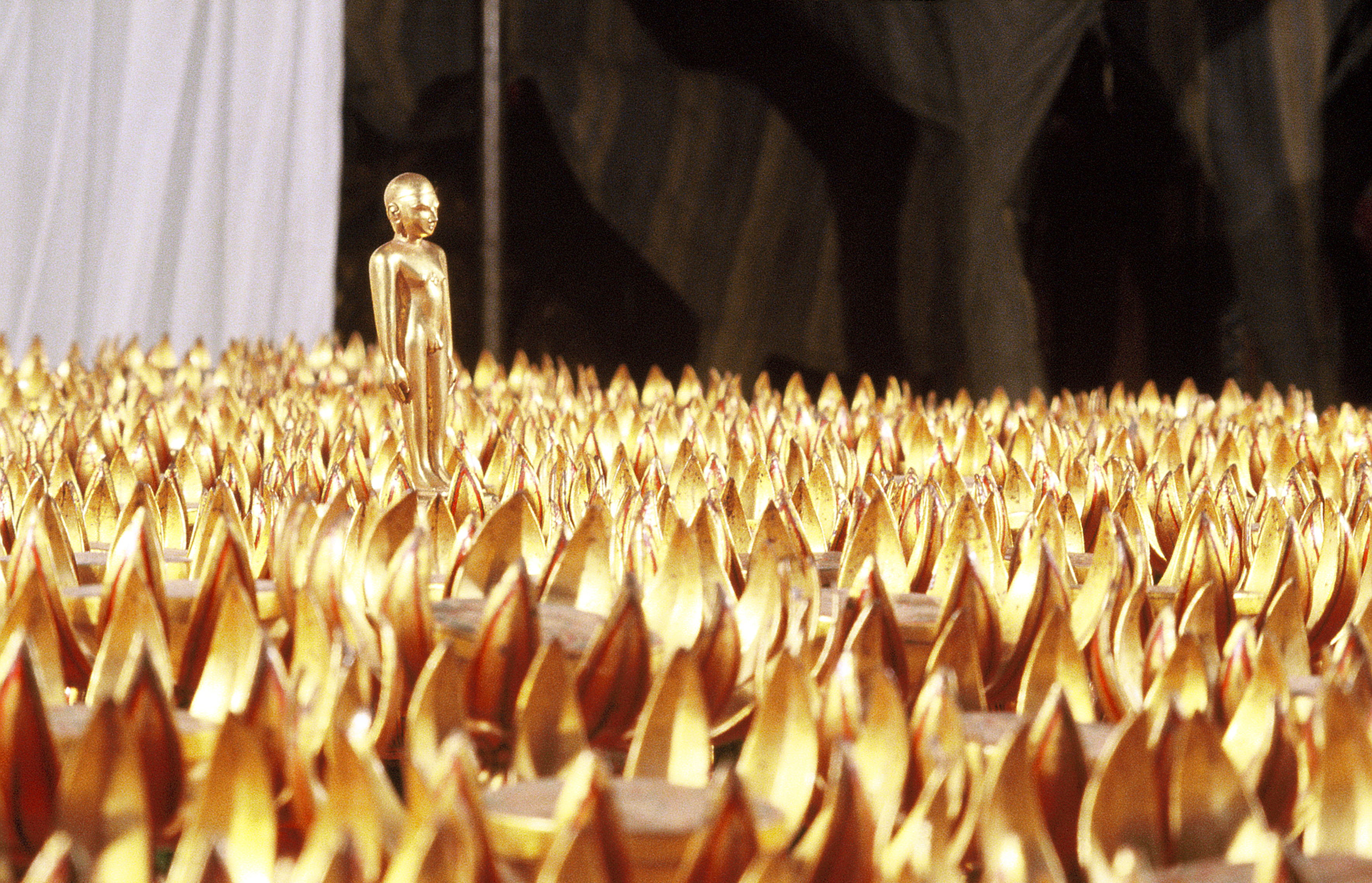
Sculpture représentant Rishabhanatha, le premier Arihant du présent demi-cycle du temps (avasarpini) se déplaçant sur le lotus après avoir atteint l'omniscience.

Un Arihanta ou Arihant est un vainqueur de ses ennemis intérieurs c'est-à-dire des désirs égoïstes, de la colère, de la cupidité, et de la malhonnêteté. Ce terme utilisé dans le jaïnisme parle du croyant qui n'est plus attaché aux biens terrestres; il est alors proche de l'illumination: le moksha.